# Табысъяха
Табысъяха (устар. Табыс-Яга) — река в России, течет по территории Заполярного района Ненецкого автономного округа. Вытекает из озера Хариусовое на высоте 65 м над уровнем моря. Впадает в озеро Матервисочное на высоте 2 м над уровнем моря. Длина реки составляет 82 км.

## Притоки
- 35 км[3]: Крутая[8];
- 66 км[3]: Парсова Виска[8].

## Данные водного реестра
По данным государственного водного реестра России относится к Двинско-Печорскому бассейновому округу, водохозяйственный участок реки — Печора от водомерного поста Усть-Цильма и до устья, речной подбассейн реки — бассейны притоков Печоры ниже впадения Усы. Речной бассейн реки — Печора.
Код объекта в государственном водном реестре — 03050300212103000083797.